# Greetje Donker
Maria Margaretha Donker (Amsterdam, 13 december 1906 - Amsterdam, 3 februari 1993) was een Nederlands balletdanseres. Zij werd in de jaren dertig van de 20e eeuw bekend als ballerina Greetje Donker.
Greetje Donker was onder andere verbonden aan Les Quatres Femmes Rodrigo met Florrie Rodrigo (Flora Rodrigues). Ook danste ze met Johan Mittertreiner. 